# Tapio Räisänen
Tapio Räisänen (* 10. Mai 1949 in Taivalkoski) ist ein ehemaliger finnischer Skispringer.

## Werdegang
Räisänen, der für den Kainuun Hiihtoseura sprang, gab sein internationales Debüt beim Auftaktspringen zur Vierschanzentournee 1975/76 am 30. Dezember 1975 in Oberstdorf. Nachdem sein bestes Ergebnis der 28. Platz in Innsbruck war, beendete er die Tournee auf Rang 37 der Gesamtwertung.
1976 gewann er die Finnische Meisterschaft auf der Großschanze. Im gleichen Jahr sprang er bei den Svenska Skidspelen in Falun auf den zweiten Rang. Bei der Skiflug-Weltmeisterschaft 1977 in Vikersund erreichte er den siebten Rang.
Bei der Nordischen Skiweltmeisterschaft 1978 in Lahti wurde er dann überraschend mit Sprüngen auf 111,5 und 108 Meter Weltmeister auf der Großschanze, auf der Normalschanze wurde er mit Sprüngen auf 83,5 und 84,5 Meter Sechster. Beim Teamspringen gewann er mit der Mannschaft die Silbermedaille hinter dem siegreichen Team aus der DDR. Im Sommer 1978 gelang ihm der Sieg beim Springen auf der Mattenschanze in Berchtesgaden.
Mit der Vierschanzentournee 1978/79 bestritt er seine beste Tournee. Mit dem neunten Rang auf der Paul-Außerleitner-Schanze in Bischofshofen erreichte er sein bestes Tournee-Einzelergebnis.
Nach einem Sieg bei einem FIS-Springen in Sapporo 1980 gelang ihm sein einziger A-Klasse-Sieg nach der Weltmeisterschaft 1978. Es war zudem sein letzter großer Erfolg, bevor er seine Karriere beendete.
Räisänen ist verheiratet und Vater von zwei Kindern. Heute ist er im Tourismus tätig und betreibt die Ferienanlage Kuuharjun Mökit (dt. Blockhäuser Kuuharju) im lappischen Taivalkoski. Zudem engagiert er sich in seiner Skisprungschule für Kinder und Jugendliche. Die Finnische Ministerin für Bildung und das Ministerium für Kultur verliehen Räisänen am 19. Dezember 2012 den mit 20.000 Euro dotierten „Pro Sports Recognition Award“ für seine im Sporte erreichten Leistungen.

## Erfolge

### Vierschanzentournee-Platzierungen
| Saison  | Platz | Punkte |
| ------- | ----- | ------ |
| 1975/76 | 37.   | 724,5  |
| 1976/77 | 41.   | 685,8  |
| 1978/79 | 34.   | 648,8  |